# Obere Mühle (Meckenheim)

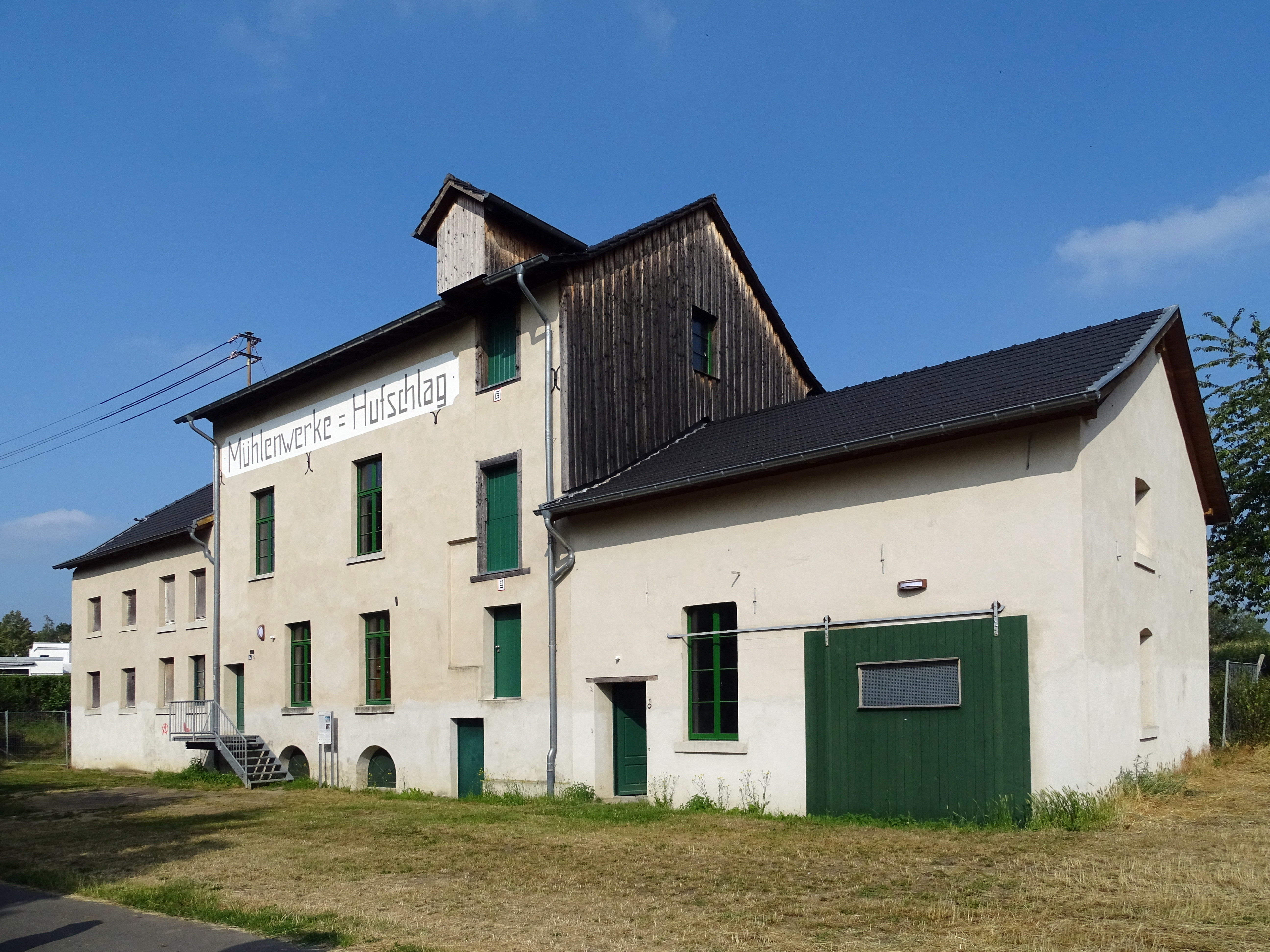
Obere Mühle

Die Obere Mühle in Meckenheim gehört zu den wenigen erhaltenen historischen Gebäuden der Stadt. Sie war ursprünglich eine Bannmühle und diente als Futter- und Getreidemühle. Die seit dem 14. Jahrhundert belegte Mühle wurde nach ihrer Lage oder ihren wechselnden Besitzern unterschiedlich genannt: Obere Mühle, Oberste Mühle, Stiftsmühle, Tomberger Mühle, Irnichs Möll oder Mühlenwerke Hufschlag. Der Mühlbetrieb ist seit 1972 eingestellt, die Stadt als Eigentümer und ein Förderverein bemühen sich um eine Sanierung und museale Nachnutzung. Die Mühle ist das einzige Technikdenkmal Meckenheims und steht zusammen mit dem angrenzenden Müllerhaus seit dem Jahr 1997 unter Denkmalschutz.

## Lage
Die Obere Mühle liegt zwischen der alten Stadt Meckenheim und der knapp zwei Kilometer entfernten Burg Münchhausen in Wachtberg in der Swistbachaue, an deren Westseite hier der Swistbach fließt. Die Anschrift der Mühle lautet Obere Mühle 8a.

## Geschichte
Anders als die Untere Mühle, die zum Meckenheimer Besitz des Kölner Mariengradenstifts gehörte und die nach dem Zweiten Weltkrieg abgerissen wurde, war die Obere Mühle Eigentum des Bonner Cassius-Stiftes. Sie gehörte ursprünglich zu einem Fronhof, der heute nicht mehr existiert.

### Bannmühle
Ab dem Ende des 14. Jahrhunderts hatte der Cassius-Stift seinen Besitz in Meckenheim an die Herren der Tomburg zu Lehen gegeben, wozu auch die Obere Mühle gehörte. In einem Schriftstück von 1421 wird geregelt, dass die Bann- und Stiftsmühle als jährliche Pacht neun Malter Korn abzuführen habe. 1478 verpachteten die Erben der Tomburger ihrerseits die Mühle an einen Renard von Flerzheim. Ab 1660 sind als Pächter das Ehepaar Hilger Schmidts und Juliana Nußgens beurkundet. Zur Mühle gehörten damals auch zwei Brücken, ein Weiher, mehrere Schleusen, Teiche, Wassergräben, Wiesen, Weiden und Dämme. Der Pächter hatte den Besitz zu erhalten und pflegen.

### Säkularisation
Vermutlich war die Obere Mühle bis 1802 im Besitz des Cassius-Stiftes und wurde erst während der Säkularisation privatisiert. Der folgende Eigentümer ist unbekannt. Gegen Mitte des 19. Jahrhunderts befand sich die Mühle im Besitz der Familie Hufschlag. Zu Beginn des 20. Jahrhunderts gelangte die Mühle durch Heirat in die Familie Irnich, die den Betrieb bis zur Einstellung 1972 aufrechterhielt.
Im 20. Jahrhundert wurden Roggen, Hafer und Gerste verarbeitet sowie Roggenschrot und Roggenmehl zur Herstellung eines dunklen Vollkornbrotes und von Viehfuttermischungen hergestellt. Weizenmehl wurde bis in die fünfziger Jahre produziert, nach der Einstellung wurden die entsprechenden Maschinen verkauft.

### Sanierung
Im Jahr 1992 erwarb die Stadt Meckenheim die Mühle. 1997 stellte der Landschaftsverband Rheinland das Gebäudeensemble unter Denkmalschutz. 2003 wurde der Verein Pro Obere Mühle Meckenheim e.V. von Mitgliedern einer Bürgerprojektgruppe gegründet – mit dem Ziel, die Stadt bei der Instandsetzung der Anlage zu unterstützen und die Mühle einer musealen sowie touristischen Nutzung zuführen.
Dank des Engagements des Vereins sowie der finanziellen Unterstützung der Stadt und des Landesbauministeriums konnte der erste Bauabschnitt der Arbeiten zu einer Grundsicherung der Bausubstanz im Sommer 2008 abgeschlossen werden. Zwei Jahre später wurde auch die zweite Bauphase abgeschlossen. Im März 2015 kam es zur Unterzeichnung eines Nutzungsvertrages zwischen dem Verein und der Stadt Meckenheim. Die NRW-Stiftung gewährte dem Verein im März 2016 eine Spende iHv 100.000 Euro zur weiteren Sanierung, und die Deutsche Stiftung Denkmalschutz schoss im Juli 2016 weitere 50.000 Euro zu.

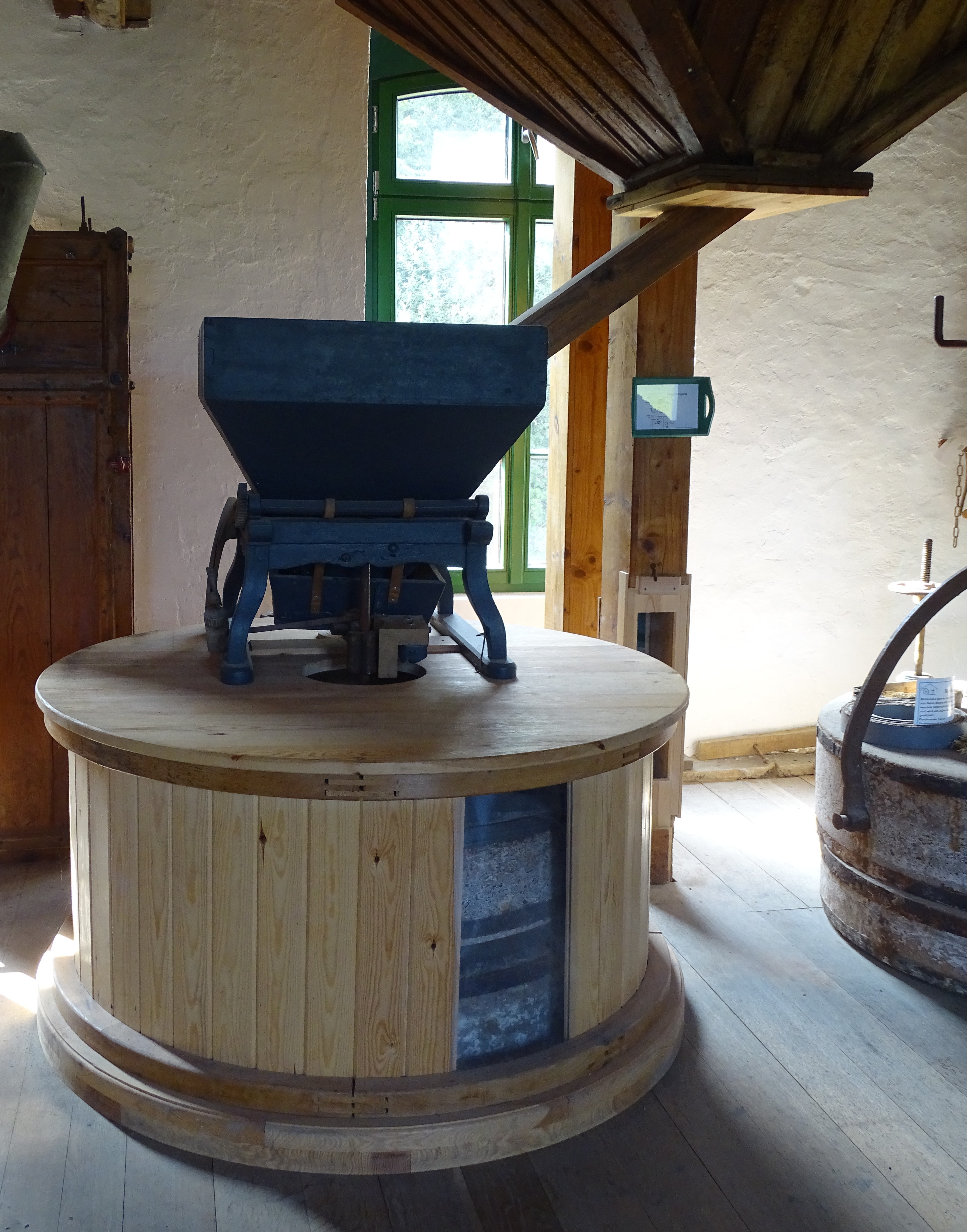
Mahlgang und Einrichtung für die Zufuhr des Mahlguts

Im Juli 2007 konnte Erhard Jahn, Präsident der Deutschen Gesellschaft für Mühlenkunde und Mühlenerhaltung, die sanierte Mühlentechnik erstmals wieder in Betrieb setzen; die Funktionsfähigkeit der Maschinen aus den 1940er Jahren wurde bestätigt. Die Sanierung von Geräten und Antriebstechnik war von dem Mühlenbaumeister Axel Brüggemann vorgenommen wurden. Dazu waren unter anderem 80 Holzkämme für den Antrieb im Keller, die Holzeinfassung (Bütte) des Mahlgangs und die Haferquetsche neu angefertigt worden.

## Architektur und Ausstattung
Das Ensemble besteht aus der Mühle und dem Wohnhaus des Müllers. Das Wohnhaus ist vermutlich das älteste Wohngebäude Meckenheims mit Baustrukturen aus dem 17. Jahrhundert. Das zweigeschossige Gebäude steht auf einem Sockel und wurde in teilweise erhaltener Fachwerkbauweise errichtet. Teile fielen einem Brand im Jahr 1908 zum Opfer.
Das Mühlengebäude war ursprünglich eingeschossig und steht ebenfalls auf einem hohen Sockel. Nach dem Brand zu Beginn des 20. Jahrhunderts blieben hier nur die Grundmauern aus Bruchstein (Jahreszahlinschrift 1667) erhalten. Der Wiederaufbau erfolgte in den Jahren 1911 und 1912. Anfang der 1920er später wurde die Mühle in Fachwerk aufgestockt. Ein heute nicht mehr erhaltenes Vordach ermöglichte das Abladen von Getreide auch bei Regen. Die Reste eines Sackaufzuges sind noch vorhanden. Im Untergeschoss des Mühlengebäudes befindet sich der mit verstärkten Mauern ausgestattete Raum für das Mühlrad. Bis zum Brand 1908 befand sich hier vermutlich ein mittelschlächtiger Antrieb, der beim Neubau wohl zunächst durch eine oberschlächtiges Mühlrad mit einem Durchmesser von 3,10 Meter und kurz darauf durch eine 11 PS-Wasserstrahlturbine ersetzt wurde. Zusätzlich wurde 1912 ein 30 PS-Gasmotor eingebaut. 1937/38 wurde dieser Antrieb durch eine 30 PS-Dieselmotor ersetzt, der aus einem Kino in Duisburg stammte. Den Strom für Beleuchtung erzeugte bis 1944 ein an die Transmission angeschlossener Dynamo. In diesem Jahr wurde kriegsbedingt auch der Hauptantrieb auf Strom umgestellt, und die Mühle an das öffentliche Stromnetz des RWE angeschlossen. Der ab dann verwendete 30 PS-Elektromotor aus dem 1943 steht noch heute im Anbau des Gebäudes.
Die teilsanierte Mühle trägt die Aufschrift „Mühlenwerke Hufschlag“.

## Mühlbach
Der Mühlgraben wird vom Swistbach gespeist, in dessen Nähe die Obere Mühle gelegen ist. Die Ableitung des Grabens erfolgt unterhalb der Burg Münchhausen etwa 1500 Meter entfernt von der Mühle. Auf die Anlage eines sonst üblichen Mühlteiches zur Aufstauung des Wassers wurde bei der Oberen Mühle verzichtet; stattdessen wurde ein aufwändiges Grabensystem mit ineinander verschachtelten Gräben angelegt, um den notwendigen Wasserdruck auf das Mühlrad zu erzeugen. Möglicherweise dienten die Gräben auch zur Fischzucht. Nach dem Mühlendurchlauf floss das Wasser durch einen noch existierenden Abflussgraben wieder zurück in den Swistbach.